# Aframomum wuerthii
Aframomum wuerthii är en enhjärtbladig växtart som beskrevs av Dhetchuvi och Fischer Aframomum wuerthii ingår i släktet Aframomum och familjen Zingiberaceae.
Artens utbredningsområde är Rwanda. Inga underarter finns listade i Catalogue of Life.